# 2007年度四台聯頒音樂大獎得獎名單
2007年度四台聯頒音樂大獎得獎名單如下：

## 卓越表現大獎
- 頒發場合：新城勁爆頒獎禮2007
- 金獎：泳兒
- 銀獎：衛蘭
- 銅獎：吳雨霏

## 大碟大獎
- 頒發場合：MANHATTAN id信用咭 07年度叱咤樂壇流行榜頒獎典禮
- 大碟：In Control
  - 歌手：吳雨霏
  - 監製：Gary Chan、李漢文

## 歌曲大獎
- 頒發場合：2007年度十大勁歌金曲頒獎典禮
- 歌曲：花落誰家
  - 歌手：李克勤
  - 作曲：Eric Kwok
  - 填詞：林若寧
  - 編曲：Eric Kwok

## 傳媒大獎
- 頒發場合：2007年度十大中文金曲頒獎音樂會
- 歌手：陳奕迅
- 作曲人：Christopher Chak
- 作詞人：林夕